# La Guata (ort)
La Guata är en ort i Honduras.   Den ligger i departementet Departamento de Olancho, i den centrala delen av landet, 140 km nordost om huvudstaden Tegucigalpa. La Guata ligger 934 meter över havet och antalet invånare är 1 217.
Terrängen runt La Guata är kuperad. Runt La Guata är det ganska glesbefolkat, med 27 invånare per kvadratkilometer. Närmaste större samhälle är Jano, 13,0 km väster om La Guata.  